# Olivier Rolin

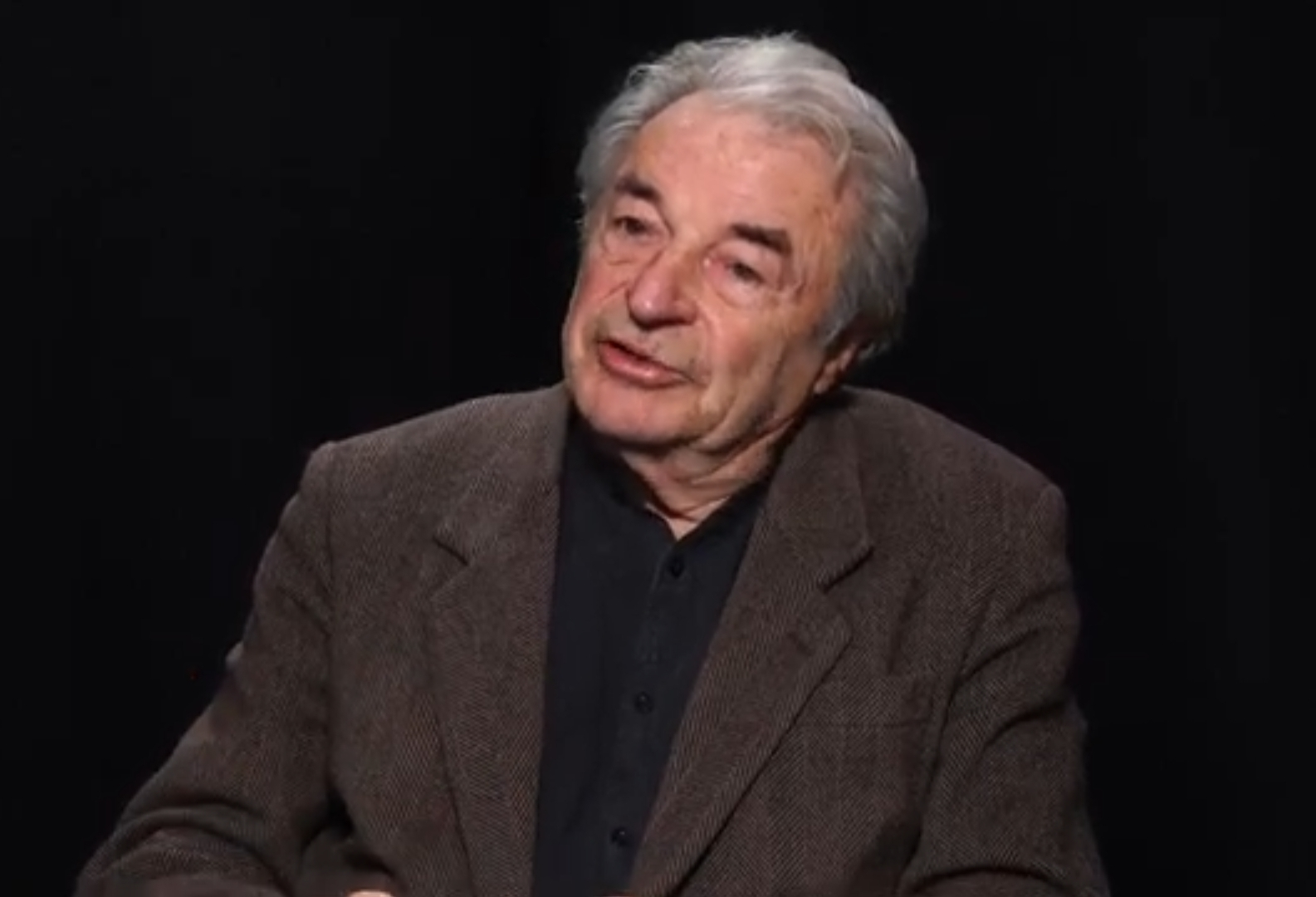
Olivier Rolin (2024)

Olivier Rolin (Boulogne-Billancourt, 17 maggio 1947) è uno scrittore francese.

## Biografia
Trascorre l'infanzia in Senegal, poi studia al liceo Louis-le-Grand e all'École Normale Supérieure. È laureato in filosofia e in lettere. Membro dirigente dell'organizzazione maoista Gauche prolétarienne («Sinistra proletaria»), fu capo del ramo militare Nouvelle résistance populaire (NRP), che praticava azioni violente, attentati e rapimenti. In seguito, divenne giornalista per Libération e Le Nouvel Observateur.
La sua opera è ispirata al maggio 68 e alla Gauche prolétarienne, alle avventure romanzesche in Arabia, a Arthur Rimbaud e a Joseph Conrad.
Nel 2010 l'Académie française gli ha conferito il Grand Prix de littérature Paul Morand.
Negli anni 2000 si è legato all'attrice Jane Birkin.

## Opere

### Romanzi
- Phénomène futur, Seuil, 1983
- Bar des flots noirs, Seuil, 1987
- L'Invention du monde, Seuil, 1993
- Port Sudan (Port-Soudan, Seuil, 1994), traduzione di Maria Baiocchi, Roma: Donzelli, 1995
- Meroe (Méroé, Seuil, 1998), traduzione di Maurizio Ferrara, Firenze, Passigli, 2002
- La Langue seguito da Mal placé, déplacé, Verdier, 2000
- Tigre en papier, Seuil, 2002 – Prix France Culture 2003
- Suite à l'hôtel Crystal, Seuil, 2004
- Rooms, Seuil, 2006
- Un chasseur de lions, Seuil, 2008
- Le Météorologue, Seuil, 2014 – Prix du style
- À y regarder de près, con Érik Desmazières,  Seuil, 2015
- Veracruz, Verdier, 2016; ed it. Veracruz, La nave di Teseo, 2017
- Baïkal-Amour, Paulsen, 2017
- Extérieur monde, Gallimard, 2019
- Vider les lieux, Gallimard, 2022
- All'ultimo sangue (Jusqu'à ce que mort s'ensuive, éd. Gallimard, 2024), traduzione di Daniela De Lorenzo, ed. Settecolori, Milano, 2024

### Saggi
- Athènes, Autrement, 1986
- (con lo pseudonimo di Antoine Liniers) «Objections contre une prise d'armes», in François Furet, Antoine Liniers, Philippe Raynaud, Terrorisme et démocratie, Fayard, 1986.
- En Russie, Quai Voltaire, 1987
- Sept villes, Rivages, 1988
- La Havana (con Jean-François Fogel e Jean-Louis Vaudoyer), Quai Voltaire, 1989
- Paesaggi originari (Paysages originels, Seuil, 1999), traduzione di Maurizio Ferrara, Reggio Emilia, Mavida, 2010
- Mon galurin gris: petites géographies, Seuil, 1997